# 阿瓦迪亚
阿瓦迪亚，是西班牙埃斯特雷马杜拉卡塞雷斯省的一个市镇。总面积45平方公里，总人口272人（2001年），人口密度6人/平方公里。